# Тбіліський провулок (Київ)
Тбілі́ський прову́лок — провулок у Шевченківському районі міста Києва, місцевість Шулявка. Пролягає від Шулявської вулиці до вулиці Віктора Ярмоли.

## Історія
Провулок виник, імовірно, наприкінці XIX століття, мав назву Вузький провулок, під цією ж назвою зазначений на німецькій карті 1943 року. У другій половині 1930-х років був значно довший, простягався вздовж огорожі зоопарку до його східного кута. 
У післявоєнний час у 1940-х роках отримав назву Шулявський. 
Теперішня назва — з 1955 року, на честь м. Тбілісі. 
Сучасна забудова та довжина — з 2-ї половини XX століття.